# Lori de Margaret
Charmosynoides margarethae
Genre
Espèce
Statut de conservation UICN

 LC  : Préoccupation mineure
Statut CITES
Le Lori de Margaret (Charmosynoides margarethae) est une espèce d'oiseaux appartenant à la famille des Psittaculidae.
Cet oiseau se répand à travers les forêts élevées des îles Salomon.
Son nom est en honneur de la princesse Louise-Marguerite de Prusse (1860-1917).